# Sepiatrast
Sepiatrast (Turdus assimilis) är en fågel i familjen trastar inom ordningen tättingar.

## Utbredning och systematik
Sepiatrasten förekommer i Centralamerika, från nordvästra Mexiko till Panama. Den delas upp i 13 underarter med följande utbredning:
- Turdus assimilis calliphthongus – nordvästra Mexiko
- Turdus assimilis lygrus – centrala och södra Mexiko
- Turdus assimilis suttoni – östra Mexiko
- Turdus assimilis assimilis – centrala Mexiko
- Turdus assimilis leucauchen – utmed sluttningen mot Karibien från södra Mexiko till Costa Rica
- Turdus assimilis hondurensis – centrala Honduras
- Turdus assimilis benti – sydvästra El Salvador
- Turdus assimilis rubicundus – södra Mexiko, västra Guatemala och El Salvador
- Turdus assimilis atrotinctus – östra Honduras och norra Nicaragua
- Turdus assimilis cnephosus – sydvästra Costa Rica och västra Panama
- Turdus assimilis campanicola – centrala Panama
- Turdus assimilis croizati – Azuerohalvön i sydcentrala Panama
- Turdus assimilis coibensis – förekommer på Coiba utanför västra Panama

## Status
IUCN kategoriserar arten som livskraftig, men inkluderar daguatrasten i bedömningen.